# Santa Rita, Copán
Santa Rita är en ort i Honduras.   Den ligger i kommunen Santa Rita och departementet Departamento de Copán, i den västra delen av landet, 220 km väster om huvudstaden Tegucigalpa. Santa Rita ligger 697 meter över havet och antalet invånare är 2 704.
Terrängen runt Santa Rita är huvudsakligen kuperad. Santa Rita ligger nere i en dal. Runt Santa Rita är det ganska tätbefolkat, med 129 invånare per kvadratkilometer. Närmaste större samhälle är Copán, 6,6 km sydväst om Santa Rita. 